# Julieta Valero
Julieta Valero (Madrid, 1971) es una poeta española en lengua castellana.

## Biografía
Licenciada en Filología Hispánica por la Universidad Complutense de Madrid, donde también realizó los estudios de Doctorado en Literatura Española Moderna y Contemporánea.
Ha publicado relatos, poemas y artículos en diversos medios literarios como Ínsula, ABCD de las artes y las letras, Turia, Vulcane, Minerva, El
Maquinista (de la General), Diario de Poesía (Argentina), y es colaboradora habitual de las revistas literarias Encubierta, (Revista Literaria, Editorial Novalibro), Diálogo de la lengua, Fósforo, Babab, La dama duende y Literatura.com.
También ha participado en numerosas antologías: Inéditos: 11 poetas (2002), 33 de Radio 3 (2003), Todo es poesía menos la poesía. 22 poetas desde Madrid (2004), 11-M. Poemas contra el olvido (2004), Poesía pasión (2005), Deshabitados (2008), Palabras sobre palabra: 13 poetas españoles jóvenes (Chile, 2009), Fuga de la nada. 16 propuestas poéticas (2009), El poder del cuerpo. Antología femenina contemporánea, (2009) y Contrabando: una antología de la poesía española actual (Argentina, 2011), entre otras.
Es autora de los poemarios Altar de los días parados (Madrid, Bartleby, 2003), Los Heridos Graves (Barcelona, DVD,
2005, IV Premio De Poesía Radio Joven de RNE-R3) y Autoría (Barcelona, DVD, 2010, XXII Premio de Poesía Cáceres Patrimonio de la Humanidad, Premio Ausiás March 2010, fue elegido como uno de los diez libros del año de la revista Quimera y entre los mejores títulos del 2010 para Babelia y El Cultural) y de un breve ensayo a la reedición de Teatro de operaciones, de Antonio Martínez Sarrión (Madrid, Bartleby, 2010). En 2018, Los Heridos Graves es traducido al italiano y publicado por Raffaelli Editore.
Ha participado en numerosas lecturas y festivales internacionales de poesía (Festival de Poesía de Medellín, Colombia, 2007; Encuentro de Poetas del Mundo Latino, México, 2010). Algunos de sus poemas han sido traducidos y publicados en Estados Unidos, Francia, Italia, Alemania, Marruecos, Brasil, Eslovaquia y Grecia.
Codirigió y presentó con Mariano Peyrou el programa de radio "A ras de verso" (Radio Círculo del Círculo de Bellas Artes de Madrid), programa de poesía en el que se cuenta con un poeta español o latinoamericano al que se entrevista a partir de sus textos, durante cinco años. Forma parte del claustro y trabaja como editora y como especialista en poesía de la escuela de escritura creativa Hotel Kafka.
Desde 2008 es coordinadora en la Fundación Centro de Poesía José Hierro.
Recibió el XVIII Premio de Poesía y el XVIII Premio de Cuentos (1997) del C.M.U. Isabel de España, y quedó entre los nominados del Premio Adonáis de Poesía (1998 y 1999). Ha publicado relatos, poemas y artículos en varias revistas literarias. Algunos de sus poemas han sido traducidos y publicados en Francia (La Porte des Poètes, 1999). Su libro Los heridos graves ha recibido el Premio de Poesía Joven de Radio 3 en 2005. Es considerada miembro de la Generación Poética del 2000 y su obra aparece en diversos recuentos y antologías de la poesía reciente.
En 2013, en calidad de coordinadora de la Fundación Centro de Poesía José Hierro, es designada jurado del Premio Nacional de Poesía Joven.
Después de varios años de interrupción en la publicación de libros en parte ligados a que se convierte en madre, como lo sugiere la solapa del libro, Julieta Valero publica en 2015 su cuarto poemario, Que concierne.
Entre 2015 y 2016, Julieta Valero, que vive en Madrid, y Oleñka Carrasco, que vive en París, intercambian por Instagram unas postales virtuales compuestas de textos poéticos en prosa e imágenes de las que son autoras, durante un año. Escriben sobre sus cuestionamentos personales o sobre la actualidad. Este intercambio es notado por la editora Ediciones Tigres de Papel que publica en 2017 el libro La nostalgia es una revuelta.
En 2021, Julieta Valero publica su primera novela, Niños aparte, en la que entra en el amor y la conciliación familiar entre dos mujeres así como las reminiscencias de la niñez. Alternando diferentes registros, con un estilo a veces crudo, más sensual e incluso cómico, el deseo sigue siendo el centro de una novela también de corte feminista.

## Obra
En Autoría, un título que refleja la preocupación contemporánea de la identificación del autor en sus escritos, se nota la herencia de la teoría literaria, una posición que acoge del simbolismo a la vanguardia. Exige elevar la lengua, encontrar maneras diferentes, alejadas de lo utilitario, como es el caso. Continúa un proceso emprendido en obras anteriores, trabajando la expresión de la indagación, de sacar la realidad profunda para emerger de ella; lo ilustra esta frase: “Al final lo aberrante no es la obviedad de la belleza, sino la crónica de nuestra ceguera”.

### Obra poética
- Altar de los días parados. Bartleby, 2003.
- Los heridos graves. DVD, 2005.
- Autoría. DVD, 2010.
- Que concierne. Vaso roto, 2015.
- Los tres primeros años. Vaso Roto, 2019.
- Mitad. Vaso roto, 2021.
- No obstantísimas. Vaso roto, 2024.

### Inclusión en antologías u obras colectivas
- Antología (Asociación Colegial de Escritores de España, 1997).
- Inéditos: 11 poetas (edición de Ignacio Elguero; Huerga y Fierro, 2002).
- 33 de Radio 3 (Calamar, 2003).
- Todo es poesía menos la poesía. 22 poetas desde Madrid  (de Gonzalo Escarpa, Eneida 2004).
- 11-M. Poemas contra el olvido (Bartleby, 2004).
- Poesía pasión (edición de Eduardo Moga; Libros del Innombrable, 2005).
- Deshabitados (2008).
- Inclusión en el cuaderno Por dónde camina la poesía española. Revista Letra internacional. Número 98. Primavera del 2008. Fundación Pablo Iglesias, ISSN 0213-4721.
- Palabras sobre palabra: 13 poetas españoles jóvenes (Chile, 2009).
- Fuga de la nada. 16 propuestas poéticas (2009).
- El poder del cuerpo. Antología femenina contemporánea (2009).
- Contrabando: una antología de la poesía española actual (Argentina, 2011).
- La nostalgia es una revuelta, con Oleñka Carrasco (Madrid, Tigres de Papel, 2017).

### Ensayo
- La integración silenciosa. Insula: Revista de letras y ciencias humanas, N.º 702, 2005, págs. 14-15.
- Un breve ensayo a la reedición de Teatro de operaciones, de Antonio Martínez Sarrión (Madrid, Bartleby, 2010).

### Novela
- Niños aparte, Caballo de Troya (2021).

### Galardones
- XVIII Premio de Poesía y XVIII Premio de Cuentos por parte de C.M.U. Isabel de España (1997).
- Fue nominada para el Premio Adonáis de Poesía en 1998 et 1999.
- IV Premio de Poesía Joven de Radio 3 por Los heridos graves (2005).
- XXII Premio de Poesía, "Cáceres, Patrimonio de la Humanidad" por el poemario Autoría[14] (2010).
- Premio Ausiás March[15] (2010).